# Hyloscirtus estevesi
Espèce
Synonymes
- Centrolenella estevesi Rivero, 1968
- Hyalinobatrachium estevesi (Rivero, 1968)

Statut de conservation UICN

 DD  : Données insuffisantes
Hyloscirtus estevesi est une espèce d'amphibiens de la famille des Hylidae.

## Répartition
Cette espèce est endémique de l'État de Mérida au Venezuela. Elle se rencontre à environ 2 400 m d'altitude dans les Andes de Mérida dans le río Albarregas,.

## Étymologie
Cette espèce est nommée en l'honneur d'Andrés Eloy Esteves.

## Publication originale
- Rivero, 1968 : The Centrolenidae of Venezuela (Amphibia: Salientia). Los Centrolenidae de Venezuela (Amphibia: Salientia). Memoria de la Sociedad de Ciencias Naturales La Salle, vol. 28, no 81, p. 301-334.